# Nuoto in acque libere ai campionati mondiali di nuoto 2013 - 25 km femminili
La gara dei 25 km in acque libere femminile si è svolta la mattina del 27 luglio 2013 al Moll de la Fusta, nel porto di Barcellona, in Spagna. Hanno partecipato alla competizione 22 atlete, in rappresenza di 16 distinte nazioni.

## Medaglie
| Posizione | Atlete           | Paese       |
| --------- | ---------------- | ----------- |
| Oro       | Martina Grimaldi | Italia      |
| Argento   | Angela Maurer    | Germania    |
| Bronzo    | Eva Fabian       | Stati Uniti |

## Risultati
| Pos. | Atleta                      | Nazionalità | Tempo              |
| ---- | --------------------------- | ----------- | ------------------ |
|      | Martina Grimaldi            | Italia      | 5h07'19"7          |
|      | Angela Maurer               | Germania    | 5h07'19"8          |
|      | Eva Fabian                  | Stati Uniti | 5h07'20"4          |
| 4    | Alice Franco                | Italia      | 5h07'22"9          |
| 5    | Ana Marcela Cunha           | Brasile     | 5h07'23"4          |
| 6    | Christine Jennings          | Stati Uniti | 5h07'32"3          |
| 7    | Margarita Dominguez Cabezas | Spagna      | 5h11'55"5          |
| 8    | Yumi Kida                   | Giappone    | 5h16'25"7          |
| 9    | Lei Shan                    | Cina        | 5h16'34"3          |
| 10   | Alexandra Sokolova          | Russia      | 5h18'14"3          |
| 11   | Yang Dandan                 | Cina        | 5h19'13"7          |
| 12   | Celia Barrot                | Francia     | 5h20'31"8          |
| 13   | Paola Pérez                 | Venezuela   | 5h22'40"1          |
| 14   | Silvie Rybářová             | Rep. Ceca   | 5h22'42"4          |
| 15   | Julia Lucila Arino          | Argentina   | 5h22'47"0          |
| 16   | Vicenia Navarro             | Venezuela   | 5h23'31"8          |
| 17   | Nadine Williams             | Canada      | 5h42'17"9          |
| 18   | Xeniya Romanchuk            | Kazakistan  | 5h43'40"5          |
|      | Wasella Hussien             | Egitto      | fuori tempo limite |
|      | Svenja Zihsler              | Germania    | ritirata           |
|      | Olga Beresnyeva             | Ucraina     | ritirata           |
|      | Barbora Picková             | Rep. Ceca   | ritirata           |